# Monster Trucks
Pour les articles homonymes, voir Monster truck (homonymie).
Monster Trucks (Thunder Truck Rally en Amérique du Nord) est un jeu vidéo de course de monster truck développé par Reflections et édité par Psygnosis en 1997 sur compatible PC et PlayStation.